# Экклс, Дэвид, 1-й виконт Экклс
Дэвид Макадам Экклс, 1-й виконт Экклс (англ. David McAdam Eccles, 1st Viscount Eccles; 18 сентября 1904 — 24 февраля 1999) — английский политик-консерватор.

## Происхождение, образование и начало карьеры
Родился 18 сентября 1904 года. Родители — Уильям Макадам Экклс (1867—1946) и Энн Корали Энсти (? — 1930). Дэвид Эклс получил образование в колледже Винчестера и Нью-колледже Оксфорда, где он получил степень второго класса в области философии, политики и экономики. Он работал в Central Mining Corporation в Лондоне и Йоханнесбурге. Во время Второй мировой войны он работал в Министерстве экономической войны с 1939 по 1940 год и в Министерстве производства с 1942 по 1943 год, а также был экономическим советником британских послов в Лиссабоне и Мадриде с 1940 по 1942 год.

## Политическая карьера
Дэвид Экклс заседал в Палате общин Великобритании от Чиппенема с 1943 по 1962 год. Он служил в консервативных правительствах Черчилля, Идена и Макмиллана соответственно в качестве министра работ с 1951 по 1954 год (на этой должности он помог организовать коронацию 1953 года и был награжден Королевским Викторианским орденом), в качестве министра образования с 1954 по 1957 год и снова с 1959 по 1962 год и в качестве президента Совета по торговле с 1957 по 1959 год. Дэвид Эклс также был президентом Совета по торговле в январе 1957 года.
1 августа 1962 года для него был создан титул барона Экклса из Шюта в графстве Уилтшир, а 14 января 1964 года он получил титул виконта Экклса из Шюта в графстве Уилтшир. Лорд Эклс вернулся в правительство в 1970 году, когда Эдвард Хит назначил его генеральным казначеем и министром искусств, и занимал эту должность до 1973 года. Будучи министром искусств, он конфликтовал с председателем Совета по делам искусств Великобритании Арнольдом Гудманом по поводу финансирования спорных пьес и выставок и ввел обязательную плату за вход в государственные музеи и галереи. Лорд Эклс получил степень доктора наук в 1966 году в Университете Лафборо.

## Личная жизнь
1 октября 1929 года Дэвид Эклс женился в первый раз на достопочтенной Сибил Фрэнсис Доусон (1904 — 2 июня 1977), дочери Бертрана Доусона, 1-го виконта Доусона, и Минни Морли Крапо. У супругов было трое детей:
- Джон Доусон Эклс, 2-й виконт Эклс (род. 20 апреля 1931), старший сын и преемник отца.
- Достопочтенный Саймон Доусон Эклс (род. 11 сентября 1934).
- Достопочтенная Селина Эклс (18 января 1937 — 11 мая 2019), 1-й муж с 1962 года по 1969 год — Робин Эндрю Дутак Карнеги (1937—2000), внук Чарльза Карнеги, 10-го графа Саутеска); 2-й муж с 1969 года Джордж Петти-Фицморис, 8-й маркиз Лансдаун.

26 сентября 1984 года виконт Экклс женился вторым браком на коллекционере книг и филантропе Мэри Морли Крапо Хайд (8 июля 1912 — 26 августа 2003) . Он умер в 1999 году в возрасте 94 лет, дома по естественным причинам, оставив состояние приблизительно в 2,4 миллиона фунтов стерлингов.